# رود لیسوا
رود لیسوا (روسی: Лысьва) یک رودخانه در سرزمین پرم کشور روسیه است.